# ZZ Top
ZZ Top (рус. Зи Зи топ, /ˈziːziːtɒp/) — культовая американская блюз-рок-группа, основанная в 1969 году в Хьюстоне, штат Техас. Группа называет себя также «that li'l ol’ band from Texas» .
Состав группы оставался практически неизменным со дня основания до смерти бас-гитариста в 2021 году: Билли Гиббонс (гитара, вокал), Дасти Хилл (бас-гитара, вокал), Фрэнк Бирд (ударные). Продюсером с основания группы и вплоть до сентября 2006 года был Билл Хэм.
Стиль группы можно определить как блюз, блюз-рок c элементами буги-вуги, хард-рока, кантри. По словам Билли Гиббонса: «Блюзовая ли группа ZZ Top? Ну, мы скорее интерпретаторы блюза. Блюз — это то, что вдохновляло нас, и этому частично положили начало парни из Англии. Я думаю, будет честным сказать, что мы подсознательно ощущали влияние The Animals, The Rolling Stones, The Beatles, The Who, The Kinks, Клэптона, Бека… может быть, ещё кого». Дасти Хилл полагает: «Мы рок-группа с большим влиянием блюза».
Начав карьеру в начале 1970-х с блюза и блюз-рока, впоследствии группа экспериментировала со звуком, и в середине 1980-х пришла к сочетанию блюз-рока с поп-музыкой, что сделало ZZ Top сверхпопулярными во всём мире. После выхода в 1983 и в 1985 годах двух очень успешных альбомов, группа в течение 1990-х и 2000-х пыталась вернуться к типичному творчеству начала их карьеры, но сумела это сделать лишь в 2012 году.
Тексты песен ZZ Top в подавляющем большинстве несерьёзны, полны юмора, сексуальных намёков и насыщены сленгом. Группа имеет яркий, узнаваемый образ, не в последнюю очередь из-за двух длинных бород Билли Гиббонса и Дасти Хилла. При этом третий участник — барабанщик Фрэнк Бирд, чья фамилия, переводится как «Борода» (англ. Beard), единственный в группе, у кого этой бороды нет.
Наиболее продаваемый альбом группы Eliminator вышел в 1983 году и продан в США в количестве более 10 миллионов экземпляров по состоянию на 1996 год. Всего в США ZZ Top продали более 25 миллионов альбомов, что позволило группе войти в 100 самых популярных исполнителей в США. В мире по состоянию на 2014 год группа продала более 50 миллионов своих альбомов, из которых 11 «золотых», семь «платиновых» и три «мультиплатиновых».
С 2004 года группа является членом Зала славы рок-н-ролла.

## Создание группы. Период 1970—1974
Основателем группы, её бессменным лидером, вдохновителем и главной творческой силой является Билли Гиббонс (William «Billy» Frederick Gibbons, род 16.12.1949). До участия в группе Билли Гиббонс играл в им же основанной в 1967 году техасской психоделической группе The Moving Sidewalks (англ. Движущиеся дорожки), которая записала ряд синглов и один полноценный альбом. Группа нередко выступала в Техасе на концертах, в том числе открывала концерты таких музыкантов, как Джими Хендрикс, Дженис Джоплин, The Doors и других. Во время выступления на концерте The Doors группу увидел на тот момент концертный промоутер Билл Хэм, который в дальнейшем стал, можно сказать, четвёртым участником ZZ Top. Он принял большое участие во всех аспектах деятельности группы: от подготовки альбомов и их записи, до выработки образа группы и организации её выступлений.
The Moving Sidewalks в 1969 году распалась, и 20 июня 1969 года Билли Гиббонс основал новую группу, назвав её ZZ Top. Происхождение названия группы, по словам Билли Гиббонса, связано с Би Би Кингом. Изначально планировалось назвать группу Z.Z. King, однако это показалось Гиббонсу слишком похожим на «Би Би Кинг», и таким образом — поскольку Би Би Кинг уже сам по себе стал «топовой» фигурой — название группы стало ZZ Top. Однако прослеживаются явные аллюзии другого характера. Так, название группы представляет собой смешение названий двух известных фирм по производству бумаги для самокруток Zig-Zag и Top; также прослеживается связь с псевдонимом известного американского блюзового певца Зи Зи Хилла (англ. Z. Z. Hill).
В первый состав группы вошли басист и клавишник Энтони Барахас и барабанщик Питер Перез. Однако в таком составе группа существовала совсем недолго, так что чаще всего первым составом группы обычно называют клавишника Ланье Грега и бывшего барабанщика The Moving Sidewalks Дэна Митчелла. В таком составе в конце 1969 года выпустила на лейбле Scat Records сингл Salt Lick/Miller’s Farm (1969), и этот сингл стал единственным релизом группы в таком составе, и единственным релизом группы в сочетании «гитара — клавишные — ударные».
В январе 1970 года Ланье Григ и Дэн Митчелл были призваны на службу во Вьетнам. Билли Гиббонс был вынужден набирать новых музыкантов. Ими стали басист Билли Этеридж и барабанщик Фрэнк Бирд (Frank Lee Beard, род. 11.06.1949), формально члены групп The Cellar Dwellers и American Blues. Бирд вспоминал об этом так: «Дасти и я играли в American Blues в Далласе, Билли играл в „Moving Sidewalks“ в Хьюстоне. Конечно, мы знали друг друга, и когда мне понадобилась работа, я поехал в Хьюстон на Фольксвагене со своими барабанами, и сказал: „Эй, найми меня!“».. Билли Этеридж почти сразу покинул группу и был заменён Майклом Джонсоном, который через несколько недель также ушёл из группы. Тогда Бирд настоял на том, чтобы Гиббонс пригласил в группу бывшего коллегу по American Blues, басиста Дасти Хилла (Joseph Michael Hill, род. 19.05.1949). Хилл вспоминал: «Я перебрался в Хьюстон, даже не зная, что Фрэнк [Бирд] тоже здесь же. Когда я играл в каком-то клубе, туда случайно вошёл Фрэнк. Он сказал: „Ты должен пойти и поиграть с тем парнем [Гиббонсом]“, ну я сказал „О кей“»
Так сформировался постоянный состав группы, чьё первое выступление в таком составе состоялось в Бомонте 10 февраля 1970 года, для чего Хиллу пришлось одолжить бас-гитару — своей у него не было. К марту 1970 года материал для первого альбома группы в целом уже был, однако американские звукозаписывающие компании не торопились подписывать контракт с ZZ Top. Единственное предложение поступило от британской London Records — но оно казалось ZZ Top весьма привлекательным, так как на этом лейбле записывались The Rolling Stones. Пока шли переговоры, группа выступала в различных клубах на юге США, в том числе, неоднократно приглашалась на поддержку концертов Лайтнина Хопкинса, Дженис Джоплин, Бо Диддли и даже Чака Берри. В конце концов группа, усилиями её менеджера Билла Хэма, смогла подписать контракт на два альбома с London Records, которая в начале 1970 года переиздала первый сингл ZZ Top под своим лейблом.
Первый альбом, по инициативе арт-директора London Records названный ZZ Top's First Album, был записан на Robin Hood Studios в Тайлере, штат Техас в конце 1970 года и вышел 16 января 1971 года. Сингл из этого альбома (Somebody Else Been) Shaking Your Tree достиг 50-го места в Billboard Hot 100, однако в целом группа оставалась малоизвестной и продолжала работу в южных штатах США. Альбом представлял собой в большей степени южный блюз, нежели рок. Биограф группы Нейл Дэниэлс сказал про альбом, что «Альбом задал тон для того, что сейчас называется фирменным звуком группы: фуззовые нелакированные гитары, блюзовые мелодии, сексуальные намёки и техасский сленг. Юмор всегда был ключевой особенностью в звучании и образе группы, с упором на похабные шутки, появившиеся часто из личного опыта. Корни их звучания крепко сидят в блюзе, но с собственными наворотами»
По рецензии на альбом от All Music Guide
ZZ Top's First Album может и не отполирован до совершенства, но он определил их [ZZ Top] звук, поведение и причуды. Проще сказать, это грязная маленькая блюз-рок запись со смазанными гитарами, кабацкими ритмами, грязными шутками и техасским сленгом        
Оригинальный текст (англ.)ZZ Top's First Album may not be perfectly polished, but it does establish their sound, attitude, and quirks. Simply put, it's a dirty little blues-rock record, filled with fuzzy guitars, barrelhouse rhythms, dirty jokes, and Texan slang.

ZZ Top не стали откладывать выпуск нового альбома и приступили к его записи уже в 1971 году. Второй альбом группы Rio Grande Mud вышел 4 апреля 1972 года, был записан там же и выпущен той же звукозаписывающей компанией. Альбом получился с несколько более тяжёлым звучанием, нежели предыдущий, ещё немного сместив акцент в творчестве от блюза к року, но вместе с тем, в целом материал альбома представлял всю ту же смесь блюза, буги и рока. Не остался незамеченным критиками и повысившийся уровень мастерства исполнителей, и более ровная запись альбома.
…Rio Grande Mud обнаружил, что звук группы стал более насыщенным и уверенным в студии, чем в их дебютной попытке. В течение всех 10 «грязных» песен, Хилл и барабанщик Фрэнк Бирд обеспечивают упругое, роковое тело и тяжёлую блюзовую основу для вокала Гиббонса и чаще всего, сногсшибательных гитарных ходов. 
Оригинальный текст (англ.)…Rio Grande Mud finds the band sounding more full-bodied and confident in the studio than on their initial effort. Throughout Mud‘s 10 songs, Hill and drummer Frank Beard provide a supple, rock solid and blues-heavy foundation for Gibbons’ vocals and frequently stunning guitar excursions.

Несмотря на то, что этот альбом попал в The Billboard 200, добравшись до 104 места, а сингл Francine (авторство которого не принадлежит группе) добрался до 69 места в Billboard Hot 100, группа оставалась малоизвестной за пределами Юга США. ZZ Top много гастролировали, их музыка достаточно широко ротировалась на местных радиостанциях, но они «никогда не выступали далее сотни миль от Хьюстона». Зато в самом Хьюстоне ZZ Top сумели собрать на стадионе 38 тысяч зрителей. В июле 1972 года альбом удостоился сдержанной рецензии в журнале Rolling Stone, а осенью 1972 года поступило предложение о том, чтобы в январе 1973 года выступить на Гавайях на разогреве у The Rolling Stones. ZZ Top были очень тепло приняты на этих трёх концертах, состоявшихся 22 и 23 января 1973 года.
В 1973 году группа начала работу с тогда начинающим, а впоследствии известнейшим звукооператором и продюсером Терри Мэниннгом. Материал нового альбома был записан в той же студии в Тайлоре, а затем переправлены в студию Мэннинга в Мемфисе. 26 июля 1973 года вышел третий альбом Tres Hombres, который стал настоящим прорывом. Альбом поднялся до восьмого места в чарте Billboard Pop Albums, один из известнейших хитов группы La Grange, выпущенный синглом, добрался до 41 места в чарте Billboard Pop Singles, продажи альбома превысили миллион копий. На настоящий момент альбом входит в 500 величайших альбомов всех времён по версии журнала Rolling Stone, занимая 490 строчку. В этом альбоме ZZ Top в ещё большей степени сместили акцент с блюза на рок, «удвоили, утроили тяжесть, создав более басовый и злой звук, чем в первых двух альбомах»
Этот альбом зафиксировал их превращение из крепкой, но в общем-то не впечатляющей команды, игравшей южный буги, в одну из прекраснейших групп в мире… Tres Hombres — настоящая жемчужина среди них [альбомов 1970-х] и заслуживает места на антресолях любого фаната классического рока
Оригинальный текст (англ.)This is the album that saw them morph from solid but unspectacular Southern-friend boogie rockers, to one of the finest rock bands on the planet...Tres Hombres is the crown jewel among these and deserves its place on the shelf of any classic rock fan.
По словам Билли Гиббонса, этот альбом указал нужное направление группе. Отмечается, даже, что по большому счёту, всё, чем занималась группа впоследствии — это попытки вновь выпустить этот альбом: «что есть Eliminator, как не Tres Hombres, только с секвенсорами и синтезаторами?»
ZZ Top начинают гастролировать по всем Соединённым Штатам. Их принимали везде: так, в Чикаго им пришлось выходить на бис пять раз, а в Саванне начались беспорядки из-за нехватки билетов. Этими выступлениями они заработали себе в определённом смысле дурную славу: хедлайнеры стали отказываться от совместных выступлений, так как ZZ Top, выступавшие на разогреве, вызывали больший интерес у публики, чем сами хедлайнеры.. Но основная масса их поклонников так и оставалась на юге США, где группа собирала на своих концертах десятки тысяч слушателей. Высшей точкой популярности на тот момент стало выступление ZZ Top на стадионе Texas Memorial Stadium в Остине. На этом концерте, названном ZZ Top’s First Annual Rompin' Stompin' Barndance & Bar B Q, группа собрала около 80 000 зрителей, а на разогреве у неё выступали такие исполнители, как Bad Company, Джо Кокер и Карлос Сантана.
С выходом этого альбома закончилась эпоха раннего творчества группы: первые три альбома представляли собой чистый простой блюз-рок, хотя и с разной степенью соотношения блюза и рока. Последующее творчество группы уже связано с экспериментами в сочетании блюз-рока с другими стилями музыки, инструментовке, технической стороне записи. Это оценили не все, блюзовые пуристы скорее скажут, что Tres Hombres последний стоящий альбом группы; вместе с тем фанаты ZZ Top образца 1980-х скажут, что это первый заслуживающий внимания альбом ZZ Top. Но тогда же начал зарождаться и культовый статус группы: «Можно легко найти студента ядерной физики из Массачусетского технологического, который пытается разъяснить музыку ZZ Top своему трудному соседу по комнате, и найти его так же просто, как хиппи-реднеков или городских панков с альбомами ZZ Top на вертушке»

## Период 1975—1982
В 1974 году ZZ Top сделали паузу, не выпустив очередной альбом, что, по словам Билли Гиббонса, было связано отчасти с тем, что группа не хотела новым альбомом опустить в чартах хорошо продававшийся Tres Hombres. С 30 декабря 1974 года по 23 марта 1975 года группа записывала новый альбом и 18 апреля 1975 года вышел четвёртый альбом группы Fandango!, в котором лишь вторая сторона пластинки содержала материал, записанный в студии, а на первой стороне была запись концертного выступления группы в Новом Орлеане. Диск стал платиновым и занял 10 место в чарте Billboard Pop Albums, а новый хит группы Tush добрался до 20 места в Billboard Hot 100. Отзывы о концертной части пластинки, на которой группа исполнила и свои песни, и кавер-версии, в основном были настолько же негативными, насколько о студийной части были позитивными. «„Живая“ сторона — настоящее месиво. Просто несусветная мешанина, которая реально отвращает от прослушивания ещё каких-то их „живых“ альбомов…Если они и вправду такая великолепная концертная группа, то они не сделали какой-то особенной работы, чтобы это подтвердить».. Больше всего критикам не нравилось девятиминутное медли, «где кажется больше желания воссоздать ненатуральную „отвязную“ атмосферу, чем на самом деле играть на инструментах». Вместе с тем, студийная часть оценивалась высоко: «К счастью (и неудивительно) четыре из шести новых студийных треков — абсолютная классика».
Этот альбом не тяжёлый и басовый, как Tres Hombres, и не блистательно-хорусный, ни к чему не обязывающий Rio Grande Mud: вместо того, он звучит как рок-альбом! Типа Thin Lizzy или чего-то такого.       
Оригинальный текст (англ.)It's not heavy and bassy like Tres Hombres nor chorus-sheeny and noncommital like Rio Grande Mud: instead, it sounds like a hard rock album! Like Thin Lizzy or something

.
В момент выхода альбома группа уже находилась в своём первом официальном турне по США под названием Fandango! Tour, которое началось 28 марта 1975 года и закончилось только 20 февраля 1976 года. В марте 1976 года группа начала готовить новый альбом, но, успев более или менее закончить четыре композиции, родившиеся из набросков во время гастролей, в мае 1976 года группа отправилась в новое, глобальное турне по США под названием World Wide Texas. К тому времени Билл Хэм пришёл к выводу, что к группе приклеилась репутация локальной группы южного рока, что лишь отчасти соответствовало действительности и что мешало ей развиваться. Билл Хэм решил провести «ребрендинг», для чего пригласил известного публициста и пиарщика Ховарда Блума . В результате кампании по продвижению группы как жителей «чужой страны», великого штата Техас, для этого турне уже были заказаны грандиозные декорации, в ходе выступлений группы использовались живые буйволы и стервятники, сцена была украшена типичными для Техаса растениями типа кактусов. Оборудование (в частности 260 аудиоколонок и 130 светильников, которым требовалось более 136 000 ватт электрической мощности) и декорации занимали тринадцать трейлеров, и обслуживались командой из 50 работников. Турне продолжалось до 31 декабря 1977 года и на него было продано 1,2 миллиона билетов.
Музыканты были вынуждены готовить материал для нового альбома во время турне и записывать его в перерывах в гастролях. Пятый альбом группы под название Tejas увидел свет 9 февраля 1977 года, в разгар турне ZZ Top. В этом альбоме группа начала свои эксперименты со звуком и стилем, что было названо, в частности «смелым расширением музыкальных границ группы». Обозреватель журнала Rolling Stone сказал, что «Это новый материал ZZ Top, и его нельзя было предсказать, основываясь на первых четырёх альбомах группы». В альбоме стало значительно больше «чистой» (без использования эффектов) гитары, нашлось небольшое место таким инструментам, как губная гармоника, аккордеон и даже скрипка. Во многом это было связано с тем, что концепция альбома, задуманная Гиббонсом состояла в том, чтобы показать слушателям настоящий Техас, который невозможно представить без кантри. Соответственно, в альбоме, несмотря на то, что он выдержан в типичном для группы блюз-роке, весьма чувствуется влияние кантри-музыки (примером является She’s a Heartbreaker), но не только этой музыки. Гиббонс предпринял первые попытки соединения блюз-рока с поп-музыкой и AOR (It’s Only Love), с диско, и даже, по словам Фрэнка Бирда, регги (Snappy Kakkie). Инструментальная композиция Asleep in the Desert вообще больше всего похожа на музыку из спагетти-вестерн, «мистический медленный испанский инструментал»
Это смелое расширение музыкальных границ группы может только разочаровать и обескуражить некоторых из тех фанов ZZ Top, кто возможно был бы более счастлив, если группа выбрала бы простой путь разрабатывать безопасную, быстро приносящую богатство шаблонную жилу   
Оригинальный текст (англ.)This fairly bold expansion of the groups musical boundaries may only disappoint and confuse some of those Top fanatics who might've been happier if the band had chosen the easy route-digging itself into a secure, get-richer-quick, formulaic ditch.
 
Tejas, на котором, по общему мнению, не содержалось явных хитов (хотя и явных провалов тоже), тем не менее добрался до 17 места в Billboard Pop Albums, а синглы It’s Only Love и Arrested for Driving While Blind добрались до 44 и 91 места соответственно.
26 ноября 1977 года London Records, с которой истекал контракт, выпустила сборник лучших песен The Best of ZZ Top, также известный как 10 Legendary Texas Tales. Альбом добрался до 94 строчки в Billboard Pop Albums, а в 1983 году, на фоне успеха Eliminator, добрался до 182 места в The Billboard 200.
ZZ Top в 1978 году, после семи лет постоянных гастролей, ушли в отпуск, который был запланирован изначально на 90 дней, но протянулся почти два года. Участники группы в это время занимались разным: «Бирд попал в реабилитационный центр, Хилл устроился на работу в аэропорту и притворился нормальным человеком, а Гиббонс уехал за границу, где, по его словам, „тусовался с панками в Англии, а затем начал учиться у гуру в Индии“» . Они не встречались, и даже почти не созванивались друг с другом. За это время продюсер/менеджер/имиджмейкер группы Билл Хэм уладил все дела с London Records, и группа перешла под крыло более крупной компании Warner Bros. Records.
Летом 1979 года группа собралась в Хьюстоне для записи нового альбома, и выяснилось, что Билли Гиббонс и Дасти Хилл, не сговариваясь, отпустили себе 14-дюймовые бороды, ставшие впоследствии фирменным знаком группы. Фрэнк Бирд их примеру не последовал (его фамилия Beard в переводе и есть «борода»). По словам Билли Гиббонса, они с Хиллом всегда носили небольшие бороды, а периодически к ним присоединялся и Бирд с эспаньолкой. Но за отпуск Гиббонс и Хилл отпустили полноценные, большие бороды, и решили их оставить. С этого времени и начал формироваться привычный сейчас образ группы, и с точки зрения творчества, и с точки зрения элементов шоу, внешнего вида группы. По словам Билли Гиббонса: «Автомобили, девушки, скорость и громкость — эти части начали складываться и приобретать очертания»
В первый день встречи участники группы устроили 11-часовой джем-сейшн, а на второй день уже сочинили две новые песни для альбома, который под названием Degüello вышел 27 августа 1979 года. Но его продажи были немедленно приостановлены по судебному запрету, связанному со спором правообладателей о правах на песню Dust My Broom, кавер-версия которой в исполнении ZZ Top вошла в альбом. Группа указала автором песни Элмора Джеймса, хотя настоящим автором является Роберт Джонсон. В ноябре 1979 года спор завершился, и альбом вновь поступил на прилавки.
Группа продолжила эксперименты, пытаясь расширить круг поклонников, тем более, что Гиббонс после путешествий поддался влиянию арт-рока, постпанка, регги и особенно новой волны. Пока изменения не носили кардинального характера, так, что даже имела место критика на тему: «Они не сделали ничего такого, чего бы не делали раньше». Тем не менее, направление движения уже понемногу проявлялось. В этом альбоме, в целом тепло принятым слушателями (некоторые отзывались об альбоме, как лучшем со времён Tres Hombres), группа продолжила осторожные эксперименты по смешению блюз-рока с более популярной музыкой. По словам Билли Гиббонса, синтезатор они впервые использовали именно в этом альбоме, в ещё одном хите группы Cheap Sunglasses. Специально для альбома все участники группы освоили саксофон и записали его в нескольких песнях. Вырос технический уровень записи: было использовано больше инструментов и различной аппаратуры. Но тем не менее, музыканты пока сумели сохранить традиционное блюзовое начало в песнях, внеся лишь оттенки поп-рока. Один из обозревателей, сказав, что альбом не особо экспериментальный, отметил, что всё-таки «несколько треков заражены глянцевым AOR-переизбытком»
Если вам нравится ZZ Top, но Deguello прошёл мимо вас, это будет хорошим, стоящим изучением. Если ваше представление о ZZ Top существует как о группе с  подбитыми мехом гитарами, помешанной на драм-машине, хитом продаж MTV, этот альбом может хорошо поменять ваше мнение           
Оригинальный текст (англ.)If you like ZZ Top, but Deguello has so far passed you by, it’s well worth investigation. If you’re image of ZZ Top is of furry-gutar-wielding, drum-machine obsessed, MTV sell-outs, this album could very well change your mind.
 
Degüello в 1980 году добрался до 24 места в Billboard Pop Albums, а в 1984 году занял 184 место в The Billboard 200. Синглы I Thank You и Cheap Sunglasses добрались до 34 и 89 строчек соответственно.
20 ноября 1979 года группа отправилась в очередное турне Expect No Quarter Tour, в ходе которого ZZ Top впервые дали три концерта в Европе, но в основном турне, которое продолжалось до 3 января 1981 года проходило в США, за исключением двух концертов в Канаде.
Весной 1981 года, после небольшого отпуска, группа собралась в Мемфисе, в доме Бирда, где барабанщик оборудовал репетиционную студию, и начала подготовку нового альбома. Оборудованием студии занимался некто Линден Хадсон, давний приятель Бирда и знакомый остальных членов группы со времён её образования, и получилось так, что он стал звукооператором во время репетиций. Хадсон, в отличие от Гиббонса, свободно обращался с синтезаторами, и понемногу стал оказывать влияние на творчество группы. Это, по прошествии 30 лет признал и сам Билли Гиббонс, сказав, что Хадсон был талантливым композитором, имел навыки продюсирования, и не испытывал страха перед экспериментами. Эксперименты затянулись, и новый альбом El Loco, увидел свет только 30 ноября 1981 года. Новый альбом ещё в большей степени приблизил группу к тому сочетанию блюза, рока и поп-музыки, которое принесло им через два года статус суперзвёзд. В целом, альбом был хорошо принят и критиками, и публикой: отмечалась готовность группы к экспериментам, новый гитарный звук, умеренность в использовании синтезаторов. Однако, тревожные звонки прозвучали: крайне негативные отзывы последовали о балладах Leila и It So Hard («невообразимо халтурная», «сопливый среднетемповый кусок леденца для ушей»), насыщенной электроникой Groovy Little Hippie Pad («дурацкий эксперимент, трясина новой волны») и песне Heaven, Hell or Houston («мешанина диско и художественной декламации»).
Этот альбом вообще звучит не так, как предыдущие. Нужно отдать должное мистеру Гиббонсу — он не хочет навсегда погрязнуть в рутине. Он находит себе новый гитарный звук, кропает чего-то на синтезаторе…не забывая, разумеется, о техасских корнях, но с готовностью переключиться на неизведанное»          
Оригинальный текст (англ.)This stuff doesn't sound at all like the preceding album. Gotta give Mr Gibbons his due, he does not want to get stuck in a rut forever. He gets himself some new guitar tones, dabbles around in synthesizers... never forgetting the TeJJJJJas roots, of course, but readily willing to tap into the unknown
 
Альбом стал точкой раздела двух больших эпох в творчестве группы: эпоху до El Loco (включающую в себя периоды до Tres Hombres и после него), и так называемую MTV-эпоху, во время которой эксперименты с поп-музыкой были доведены до совершенства, а группа стала уделять всё больше внимания своему образу, концертам, видеоклипам и продажам альбомов. Билли Гиббонс соглашается с этим утверждением, назвав альбом «интересной переломной точкой»

## Период 1982—1989
Группа уже достаточное время совмещала студийную работу с гастрольной. В турне El Loco-Motion Tour группа отправилась в мае 1981 года, за полгода до выхода альбома El Loco. Это турне продолжалось до января 1983 года, и включало в себя уже довольно широкие гастроли в Европе. В перерывах между гастролями, летом и осенью 1982 года, и сразу после их окончания, велась работа над альбомом, который стал высшей точкой карьеры ZZ Top.
Не имеется абсолютно достоверной информации о том, как возникла концепция альбома, как он был подготовлен и записан. Линден Хадсон, внештатный звукорежиссёр группы утверждает, что вся работа над материалом альбома была проведена им и Билли Гиббонсом, почти без участия остальных членов ZZ Top. По его словам, в январе 1983 года плёнка, содержащая полностью готовый материал, который был плодом работы Гиббонса и Хадсона, была передана штатному звукорежиссёру группы Терри Мэннингу, который перезаписал её на профессиональной аппаратуре. Терри Мэннинг, в свою очередь, уклончиво говорит о деталях записи, говоря о том, что технически запись в основном была сделана Гиббонсом (гитара, вокал, частью бас-гитара) и самим Мэннингом (ритм-гитара, синтезаторы, драм-машина, частью бас-гитара). Мэннинг сказал, в частности: «Ах, если б я мог рассказать как всё было на самом деле…Может быть когда-нибудь» Хадсон не отрицает, что Мэннинг перезаписал готовый материал, но утверждает, что этот материал по существу (исключая дополнительно наложенные эффекты) является тем, что сочинил Гиббонс вместе с Хадсоном, а партии синтезаторов даже не перезаписывались. Как бы то ни было, следует признать, что в концепции альбома, выдержанного в танцевальном ритме, и в широком использовании в альбоме синтезаторов — немалая заслуга Хадсона. В 1983 году Хадсон возбудил против ZZ Top судебное дело, в результате которого признал за собой авторские права на песню Thug. Других претензий Хадсон не предъявлял.
См. Об участии Хадсона в подготовке альбома
Eliminator увидел свет 23 марта 1983 года, и взорвал чарты по всему миру. Этому способствовала мощная поддержка альбома после его выхода: было выпущено пять синглов и впервые в истории группы три видеоклипа, которые широко ротировались на MTV. Достиг расцвета и образ группы: наряду с бородами, ковбойскими шляпами и непременными солнцезащитными очками, появились фирменный жест, гитары Dean Z (которые реально много использовались Гиббонсом в записи альбома), обшитые белой шотландской овчиной и прочно ассоциировавшийся с группой красный родстер Ford выпуска 1933 года, который долго кастомизировался Гиббонсом и получил собственное имя Eliminator (от чего и произошло название альбома).
Альбом, который объединил в себе блюз-рок, буги-вуги, хард-рок, метал, поп-музыку, получил небывалый успех. По замечанию обозревателя Rolling Stone «Вы в сущности должны были валяться в коме, чтобы в 1983 году у вас не случилось возможности потанцевать под Legs, Sharp Dressed Man, и Gimme All Your Lovin». Музыка в альбоме представляла собой «совершенный компромисс между традиционным блюзом и нью-уэйв», «сознательное движение в сторону норм господствующего мейнстрима (иногда именуемое как „продажность“). Блюзовые приёмы и структурные инновации ушли, заменённые строгими барабанами в 4/4, басом четвертными долями и сдвоенными гитарными риффами».. Эти изменения не могли не привести в ярость блюзовых пуристов, которые «бросилось вместо ZZ Top покупать Стива Рэя Вона». Но количество новых поклонников группы увеличилось в прогрессии, и группа стала мировой знаменитостью: «ZZ Top совершили прыжок от неизвестности до звёздности». Причиной тому стали не только синтезаторы и танцевальный ритм: музыкальный материал альбома был также отменным: «Песни и сами по себе сделали бы Eliminator одним из трёх величайших альбомов ZZ Top, но использование синтезаторов и секвенсоров сделало его блокбастером, потому что это был звук того времени».
ZZ сделали самую толковую музыку чем когда-либо; придуманные гитаристом Билли Гиббонсом и менеджером Биллом Хэмом лучшие треки Eliminator-а с нежной добавкой урчащих синтезаторов и электронными хлопками перкуссии, ввели буги для синих воротничков в 1980-е
Оригинальный текст (англ.)ZZ Top was making smarter music than ever, too; masterminded by guitarist Billy Gibbons and manager Bill Ham, Eliminator's best tracks brought blue-collar boogie into the Eighties with a subtle infusion of growling synthesizers and electro-slam percussion
 
В мае 1983 года группа отправилась в мировое турне Eliminator Tour, в ходе которого выступила в августе 1983 года на фестивале Monsters of Rock в Донингтоне, но фанаты рока забросали группу бутылками и мусором. . Турне продолжалось до февраля 1984 года, после чего группа ушла в отпуск и в 1985 году приступила к записи нового альбома. Вполне естественно, что ZZ Top продолжили эксплуатацию найденного стиля. Однако на этот раз пришлось полагаться исключительно на собственные силы: с ZZ Top прекратил сотрудничать Терри Мэннинг, и понятно, что Линден Хадсон также не принимал участия в записи. 28 октября 1985 года группа выпустила альбом Afterburner. Публика его приняла восторженно (в хит-парадах альбом и синглы с него поднялись ещё выше, чем Eliminator, но по общему числу проданных экземпляров Eliminator удерживает первое место), а критики ещё больше оживились. Легко было заметить, что группа варится в собственном соку: едва ли не половина треков определялась с некоторой долей условности как кавер-версии тех или иных песен из предыдущего альбома. К этому добавлялся «пластиковый» звук альбома, ещё более насыщенный драм-машинами и синтезаторами в сравнении с предыдущим альбомом, и на это обращали внимание и те обозреватели, которые в целом положительно оценили Afterburner.
Как артефакт того времени Afterburner очень хорош — но никогда хард-рок не звучал так искусственно, а номинально блюз-рок альбом не был настолько лишён блюза
Оригинальный текст (англ.)As an artifact of that time, Afterburner is pretty good — never has a hard rock album sounded so artificial, nor has a nominal blues-rock album sounded so devoid of blues. 
 .
В декабре 1985 года ZZ Top отправились в длинное мировое турне Afterburner World Tour, которое продолжалось до марта 1987 года, и в ходе которого ZZ Top впервые выступили в Азии и Австралии. Группа вторично появилась на фестивале в Доннингтоне, на этот раз — с успехом, а после ZZ Top оставили и концертную, и студийную деятельность. В 1987 году Warner Bros. выпустила коллекцию Six Pack из трёх CD, на которых были записаны все ранние альбомы группы, за исключением Degüello. При этом все записи группы, за исключением El Loco и концертной части Fandango! подверглись значительной обработке в «модном» тогда стиле, с тем, чтобы приблизить звучание группы к звучанию успешных последних двух релизов. Прежде всего, была проведена цифровая обработка звучания ударных. Некоторые песни были укорочены; более того, были изменены некоторые тексты. Вплоть до 2013 года не имелось CD c оригинальной записью первых альбомов; отдельные песни в оригинальном исполнении входили в состав тех или иных сборников.
В 1989 году группа снялась в эпизодической роли в фильме Назад в будущее 3, для саундтрека которого написала песню Doubleback, а также в телевизионном кино Mother Goose Rock 'n' Rhyme, где были задействованы многие рок- и поп-звёзды.

## Период с 1990 года
Эпоху студийной работы ZZ Top, начиная с 1990 года, можно назвать медленным возвращением к своим блюзовым корням. Этот процесс был долгим: вполне естественно, что поднявшись на волну успеха, группа хотела сохранить коммерческий потенциал своего творчества, и повторить достижения. С другой стороны, группа хотела вернуться к традиционному блюз-року ранних времён, что предполагало собой отказ от синтезаторов, точного ритма драм-машин и отлакированного звука, или во всяком случае, сокращение этих элементов в своём творчестве. Но это в свою очередь ставило под вопрос коммерческий успех.
В 1989 году группа собралась в Мемфисе для записи нового альбома, но требуемое оборудование задержалось в пути, и участники группы проводили время, играя традиционный блюз и принимая участие в джем-сейшнах. За это время участники поменяли видение нового альбома, решив насколько возможно отойти от стиля двух успешных предыдущих релизов..
Recycler вышел 23 марта 1990 года. Попытка вырваться из рамок популярной музыки, и вернуться к своим блюзовым корням состоялась, но результат оказался половинчатым. Как ни странно, такой половинчатый результат в той или иной мере удовлетворил как поклонников раннего творчества группы, так и адептов, примкнувших к числу фанатов в середине 1980-х. Первые вернули себе надежду: синтезаторы и драм-машина были использованы ограниченно, а работа Гиббонса была выдержана в явно блюзовом ключе. Вторые же остались довольны энергичными запоминающимися ритмами, выдержанными в стиле поп-рока. Recycler также достиг высоких позиций, получил «платиновый» статус, все синглы из альбома поочерёдно возглавляли чарты — по-видимому, в том числе, из-за долгой паузы между альбомами. Но критики не были так единодушны, в частности, высказывалось мнение о том, что альбом получился скучным, «хотя и не худшим альбомом в истории группы вообще, но самым худшим на тот момент». «ZZ Top слепили этот альбом не по образцу сносящего крышу Eliminator или не сделали бодрый Afterburner-II для детишек, а вместо этого нерешительно вернулись к более серьёзному блюзовому звуку».
Устав слушать, что они ушли слишком далеко от того, с чем они начинали, но всё ещё желая удовлетворить поклонников Eliminator, Билли Гиббонс, Дасти Хилл и Фрэнк Бирд…решили смешать блюз и быстрые ритмы Eliminator. Результатом их усилий стал альбом, который может вас завести, успокоить и даже заставить смеяться
Оригинальный текст (англ.)Tired of hearing that they had gotten too far from what got them started, but still wanting to please the "Eliminator" lovers, Billy Gibbons, Dusty Hill, and Frank Beard, decided to mix the blues and "Eliminator's" fast paced sound. The result of their efforts is an album that can pump you up, mellow you out, or even make you laugh.

.
C осени 1990 по осень 1991 года группа находилась в турне Recycler Tour, а затем ушла в отпуск. 14 апреля 1992 года Warner Brothers выпустила сборник Greatest Hits, содержащий в основном материал последнего десятилетия, и для которого группа записала две новые песни: Gun Love и Viva Las Vegas. Сборник имел очень большой успех, став во многих странах «платиновым» и «мультиплатиновым». Тем временем у группы истёк контракт с Warner Brothers, и в 1993 году группа перешла под крыло RCA Records, подписав контракт на 35 миллионов долларов.
Записывая новый альбом ZZ Top вновь решили попытаться порвать с MTV-эпохой, ещё более тонко дозируя синтезаторы и драм-машины. Альбом Antenna был выпущен 18 января 1994 года и разошёлся тиражом свыше миллиона копий. Отзывы по большей части были сдержанными: критики приветствовали лимитированные синтезаторы, однако отсутствие эффектов обнажило посредственность блюзового материала: «Синтезаторы и драм-машины ушли, и внезапно группа зазвучала как карикатура».
Начиная с названия Antenna альбом — это некая дань радиоэфиру 1950-х — 1960-х в приграничных районах Юго-Запада и кабацкому буги ранних лет группы. Прекрасная идея, но есть дефект: запись звучит не столько, как сыгранная на инструментах, сколько как декодированная цифра, а песни в основном переработанные старые, хорошо известные убойные риффы
Оригинальный текст (англ.)Starting with its title, Antenna is meant as some kind of homage to the Southwestern border radio sound of the ’50s and ’60s and to the greasy-spoon boogie of the band’s early days. Nice idea, but the damage has been done: The record doesn’t sound so much played as digitally encoded, and the songs mostly recycle old familiar steamroller riffs.

.
Вторую половину 1994 года группа провела в гастролях, а Warner Brothers 22 ноября 1994 года выпустила сборник блюзов под названием One Foot in the Blues, записанных группой во время работы с компанией.
В 1995 году ZZ Top по просьбе Роберта Родригеса подготовили саундтрек фильма От заката до рассвета. Группа предложила песню Mexican Blackbird 1975 года, и в течение получаса записала две новые песни: She’s Just Killing Me и Vincent Price Blues. Предполагалось, что треки в дальнейшем будут обработаны, но Родригес настоял, чтобы ему передали их в «сыром» виде. Это подтолкнуло ZZ Top к разработке концепции нового альбома. Вышедший 17 сентября 1996 года альбом Rhythmeen был записан без синтезаторов, драм-машин и использования каких-либо искусственных эффектов. Гиббонс, как и всегда, предпринял попытки экспериментов, но на этот раз гитарист ограничился модернизацией гитарного звука и использованием оригинальной перкуссии, часто из нетипичных африканских инструментов. У критиков не было никаких претензий по части звука альбома; практически все положительно отмечали грязный, «сырой» гитарный звук, который не подвергался какому-то шлифованию и был близок (с поправкой на технические новшества) звуку ранних ZZ Top. Но при этом, музыкально альбом получился невыразительным, сделанным наспех, и некоторыми обозревателями был назван «худшим альбом в истории группы»: «Совершенно исключено, что хоть одна из этих песен была написана до того, когда они вошли в студию». Слушатели тоже альбом не оценили и в чартах он провалился.
На Rhythmeen группа снова демонстрирует гаражный блюз, оставив в стороне арена-рок. Песни грязнее, жёстче вырублены, а вокал грубее, чем на любой другой работе группы. Но если каждый фан мечтал о возвращении к таком обнажённому звуку, почему же у альбома нет высочайших оценок?
Оригинальный текст (англ.)On 'Rhythmeen', ZZ Top brings the garage blues back leaving aside arena rock. The songs are dirtier, harder punching and the vocals harsher than on any of the band's records. So, even if every fan wanted the return to this stripped sound, why doesn't the record have a higher rating ?

.
C 14 июня 1996 года группа находилась в мировом турне Continental Safari Tour в ходе которого ZZ Top впервые выступили в Африке, и 16 июля 1996 года дала первый концерт в России. Турне закончилось осенью 1997 года, и затем, по замыслу группы должен был выйти первый полноформатный концертный альбом ZZ Top, для чего в течение 1998 года группа гастролировала по югу Соединённых Штатов, выступая на небольших концертных площадках и в клубах. Но за время гастролей накопился (а частью был и записан) новый материал, и в результате вышедший 28 сентября 1999 года альбом XXX (название альбома подчёркивает 30-летний юбилей группы) содержал восемь новых студийных песен и четыре концертные записи.
Группа вновь продемонстрировала запись в формате блюз-рокового трио (хотя кое-где были задействованы электроорган и драм-машина, не меняющие концепции). Отзывы об альбоме были в основном негативными; в том числе, альбом назывался «бесспорно худшим» альбомом в истории группы. Критики пытались найти в альбоме плюсы: как всегда отмечались звук гитары Гиббонса, его же вокал, плотная работа ритм-секции, смелые эксперименты в направлении соединения блюза с хип-хопом (Гиббонс в конце 1990-х начал обращать внимание на этот жанр), но плюсы касались частностей, а в целом, студийная часть альбома оценивалась невысоко. Оценки «живой» части варьировались от отрицательных («звучат так же обработанно, как и предшествующие восемь студийных треков» до сравнительно положительных («то впервые, когда ZZ Top успешно записались вживую»
XXX — это не прорыв, на который надеялись ZZ Top, — да что там, в некоторых местах этот альбом навевает мысль о том, а не пришло ли время этим парням завязать. Но всё-таки есть ещё достаточно искры дать вам знать, что эти парни всё ещё живы — даже если этот альбом по большей части нуждается в реанимации.
Оригинальный текст (англ.)XXX is not the breakthrough album that ZZ Top had hoped for - hell, in some cases, this album serves as a suggestion that it might be time for these guys to hang it up. But there is enough of a spark to let you know that these guys are still alive - even if this album is mostly needing

12 сентября 1999 года группа отправилась во всемирный XXX Tour, но в начале мая 2000 года ZZ Top были вынуждены прервать турне, в связи с тем, что у Дасти Хилла был диагностирован гепатит С. Группа возобновила выступления в мае 2002 года, а турне в Европе возобновила 1 октября 2002 года. Но в перерыве, 18 января 2001 года ZZ Top выступили на инаугурации 43-го президента США Джорджа Буша-младшего.
В 2002 году был выпущен альбом Sharp Dressed Men: A Tribute to ZZ Top, содержащий песни группы в исполнении известных кантри-исполнителей.
В начале 2003 года группа отправилась в студию для записи нового альбома. Он был готов к апрелю 2003 года, но его выход был отложен по решению звукозаписывающей компании (в ней сменились лица, ответственные за продвижение ZZ Top), и новый альбом под названием Mescalero вышел 8 сентября 2003 года. В ходе работы над альбомом группа наконец-то перестала особо заботиться о коммерческом успехе альбома («на Mescalero…Билли Гиббонс и компания похоже что согласились с отношением „да и чёрт с ним“ и просто смастерили музыку, которая им нравится» и много экспериментировала как с новыми стилями («нью-метал, крипто-зайдеко, ароматизированный буги вамп, кантри-баллады, текс-мекс, ну и что-то, что можно описать, как техно-мариачи»), так и со звучанием. Были задействованы новые для группы инструменты, например маримба и концертина, и естественно, что при записи не применялись синтезаторы и драм-машины. Отзывы на альбом были в основном благожелательными, однако не столько из-за качества материала, сколько потому, что группа не стремилась сделать конъюнктурную запись, работая свободно и в своё удовольствие, а также свободно экспериментировала, в результате чего получилась «наиболее разноплановая запись — с большим отрывом, — из тех, что они делали»
Весёлый, экспериментальный, раскрепощённый, с новыми инструментами, лишённый какой-то серьёзности, попыток быть «легендами блюз-рока» и с чертовски большим количеством прикольных фишек в части продюсирования и клёвых аранжировок.
Оригинальный текст (англ.)Having fun, experimenting, letting loose, bringing in new instruments, not taking anything seriously, not trying to be "blues-rock legends," and having a heck of a lot of fun with production tricks and tight arrangements.

С апреля и по ноябрь 2003 года группа была в турне под названием Beer Drinkers and Hell Raisers Tour, которое продолжилось с июня по ноябрь 2004 года под названием Summer North American Tour.
14 октября 2003 года Warner Brothers выпустила 4-х дисковый бокс-сет Chrome, Smoke & BBQ, на котором были представлены A- и B-стороны синглов, редкие концертные и радиозаписи, танцевальные ремиксы, и что было важным — впервые на CD были представлены песни (не все) с первых альбомов ZZ Top c оригинальной записью (до этого на CD существовали лишь переиздания, подвергшиеся цифровой обработке в 1987 году).
14 марта 2004 года ZZ Top были введены в Зал славы рок-н-ролла, вступительную речь произнёс Кит Ричардс.
8 июня 2004 года на Warner Brothers вышли двухдисковый Rancho Texicano: The Very Best of ZZ Top (по существу, урезанная копия Chrome, Smoke & BBQ) и первый в истории группы DVD под названием Greatest Hits — The Video Collection, на котором был записан релиз 1992 года, вышедший тогда в формате VHS. В 2006 году в оригинальной записи вышли альбомы Tres Hombres и Fandango!, каждый с тремя впервые выпущенными «живыми» треками, а в 2008 вышло коллекционное издание Eliminator на DVD, которое включило в себя 2 ремикса и пять ранее не изданных выступлений на концертах.
После выхода Mescalero группа долгое время не записывала студийных альбомов, гастролируя по всему миру. В 2006 году истёк срок контракта с RCA Records и в том же году, 17 сентября было объявлено о том, что ZZ Top прекратило работу с бессменным с 1969 года менеджером и продюсером группы Биллом Хэмом и его компанией Lone Wolf Management.. 7 декабря 2006 года группа подписала контракт с управляющей компанией Sanctuary Artist Management. 7 февраля 2008 года был подписан контракт с компанией American Recordings и в том же году группа приступила к первым наброскам нового альбома. Для работы над ним ZZ Top и Sanctuary Artist Management сумели привлечь известнейшего продюсера Рика Рубина.
В 2008 году был выпущен, в том числе и в видеоформате на DVD, первый полноценный концертный альбом группы Live from Texas содержащий запись концерта состоявшегося 1 ноября 2007 года в Nokia Theater в Гранд-Прери, Техас. В 2009 году вышел ещё один «концертник» Double Down Live: 1980 & 2008, двойной DVD, содержащий записи выступлений группы 1980 года и 2007—2008 годов. В 2011 году на CD и DVD вышел альбом Live In Germany 1980. В 2010 году группа снялась в роли самих себя в ситкоме Два с половиной человека.
С 2008 года в перерывах между гастролями ZZ Top работали над новым альбомом. 8 июня 2011 года увидела свет первая песня с альбома под названием Flying High, которая прозвучала с МКС в июне 2011 года. Вскоре было заявлено о готовности альбома, но лишь только через год вышел EP Texicali, доступный лишь в iTunes Store, и содержащий четыре песни из нового альбома.
Только в сентябре 2012 года новый альбом, под названием La Futura увидел прилавки, и сразу взлетел в чартах, добравшись до 6 места в Billboard 200. Долгая и кропотливая работа над альбомом позволила наконец вернуть стиль ранних лет творчества группы. В сочетании с накопленным за более чем сорокалетнюю карьеру багажом экспериментов в области соединения блюз-рока с другими стилями, экспериментов со звучанием инструментов, использованием современного оборудования и технологий записи, альбом стал «острейшей добавкой к переполненной драгоценностями дискографии», альбомом с «возможно с большими блюзовыми корнями, чем большая часть их творчества последних двух десятилетий».
Если вы когда-то были поклонником ZZ Top, это время ещё раз их послушать. Фирменные гитарные риффы повсюду, юморные ироничные тексты разбросаны по всему альбому, и тот старый добрый плотный ZZ Top-овский ритм тоже тут, лишённый гламура 1980-х. В альбоме вправду есть неплохая мелодичность. Самое худшее, что можно сказать, это то, что одна или две песни может быть немного типичный ZZ Top, но если мы говорим о «типичном» времён расцвета группы, то мне всё равно это нужно.           
Оригинальный текст (англ.)If you were ever a fan of ZZ Top it’s time to give them another listen. The signature guitar riffs are all here, the humorous tongue-in-cheek lyrics are scattered throughout the album, and that good ol’ ZZ Top tight rhythm is in place here too, minus all of the glitz from the ’80s. There’s really not a bad tune on the album. The worst that can be said is that one or two of the songs might be a little stock ZZ Top but if you’re talking stock from the band at its prime I’d take that any time.
.
Мировое турне La Futura Tour продолжалось почти два года: с октября 2012 по июль 2014. После этого группа продолжает активно гастролировать: по состоянию на 2017 год совершила ещё четыре турне разного охвата и продолжительности.
В 2013 году Rhino Records выпустила коллекцию из 10 дисков The Complete Studio Albums 1970—1990, на которых были записаны первые десять альбомов ZZ Top в их оригинальном звуке, не подвергавшимся цифровой обработке.
В 2014 году вышел сборник The Very Baddest, впервые объединивший в себе песни ZZ Top, записанные на трёх разных лейблах звукозаписи. В том же году вышел концертный DVD-альбом Live at Montreux 2013. В 2016 году вышел концертный CD Tonite at Midnight: Live Greatest Hits from Around the World
В 2021 году документальный фильм 2019 года That Little Ol' Band from Texas был номинирован на Грэмми в категории «Лучший музыкальный фильм» 
Дасти Хилл умер 28 июля 2021 года в своём доме в Хьюстоне. За неделю до смерти он повредил бедро и был вынужден прервать своё участие в гастрольном туре по США, его заменил гитарный техник Элвуд Фрэнсис. О смерти Дасти Хилла группа сообщила через свой инстаграм. Было объявлено, что группа не прекратит существование после смерти Хилла по его просьбе и продолжит выступления с Фрэнсисом в качестве басиста. Дасти Хилл успел записать партии вокала и баса для следующего альбома.
ZZ Top внесли значительный вклад в мировую рок-музыку. Группа сумела соединить в своей музыке традиционный блюз, буги-вуги, рок-н-ролл с элементами хард-рока, диско и даже хип-хопа. Поклонники тяжёлой музыки почитают группу за энергию, тяжёлые риффы и плотную ритм-секцию, поклонники блюза — за эмоциональные гитарные соло и чувственный свинг.

## Образ группы
ZZ Top имеет яркий, узнаваемый образ, в первую очередь, из-за длинных бород Гиббонса и Хилла. Гитаристы на публике почти всегда одеты в кожаную байкерскую одежду, чёрные ковбойские шляпы или бейсболки и солнцезащитные очки. Отличительной чертой группы служит красный родстер «Форд» 1933 года выпуска, используемый во многих видеоклипах группы, начиная с 1983 года. Также в клипе Velcro Fly был задействован так называемый Leapin' Limo, основанный на Понтиаке модели 1948 года Silver Streak; в клипе Doubleback (и фильме «Назад в будущее») используется CadZZilla, автомобиль, основанный на Кадиллаке серии 62 модели 1948 года Sedanette. В арсенале группы имеется модернизированный Харлей-Дэвидсон, или HogZZilla.
Группа и её участники, несмотря на возраст, поддерживают образ молодых парней 1960-х годов с юга США, увлекающихся мотоциклами, автомобилями и рок-н-роллом.
Музыка и образ группы способствовали как её появлению в эпизодах различных фильмов и мультфильмов, так и использованию музыки группы в тех или иных художественных произведениях.
Билли Гиббонс рассказал изданию BraveWorlds, что компания Gillette предложила ему и Дасти Хиллу сбрить бороды для рекламного ролика за миллион долларов в 1984 году. На вопрос, почему он отказался от этого выгодного предложения, Билли Гиббонс ответил: «Только через мой труп».

## Группа в популярной культуре
В базе IMDB зафиксировано 80 случаев использования музыки ZZ Top в фильмах, мультфильмах и т. п., так например песня La Grange звучит в фильмах Армагеддон, Придурки из Хаззарда, Шанхайский полдень, Всё или ничего, Широко шагая, песня Tush в фильмах «Призрачный гонщик», Части тела, телесериале «Хорошие парни», песня Sharp Dressed Man в сериале «Женаты… с детьми», в фильме Эван всемогущий, в серии The Old Man and the Key мультсериала Симпсоны, мини-сериале «Противостояние», песня Can’t Stop Rockin’ звучит в фильме Черепашки ниндзя 3. В фильмах Назад в будущее 3 и От заката до рассвета группа участвовала в подготовке саундтреков (а в первом и снялась в роли музыкантов). В телесериале «Кости», наряду с тем, что звучит музыка ZZ Top, одну из ролей исполняет Билли Гиббонс.
Песни группы также звучат в компьютерных играх, например, в Crysis 3, Grand Theft Auto IV и Guitar Hero 3: Legends Of Rock. В неофициальном переводе игры Final Fantasy IX один из неиграбельных персонажей цитирует фразу из песни «Mescalero».
В культуре часто пародируется образ группы. Так, в эпизоде The City of New York vs. Homer Simpson Барт Симпсон путает стоящих на обочине троих хасидов с ZZ Top, пародия на манеры группы есть в немецком мультфильме «Вернер, поцелуй меня в задницу», фильмах Астерикс и Обеликс: «Миссия Клеопатра», «Братья Блюз 2000». Сами музыканты нередко появляются в роли самих себя: в клипе группы W.A.S.P. на песню «Blind In Texas», в клипе канадской рок-группы Nickelback «Rockstar», телесериале Два с половиной человека и даже в мультфильмах: The Old Man and the Key и мультсериале King of the Hill, в 5 серии 11 сезона Дасти Хилл представляется как двоюродный брат Хэнка.
Творчество группы нашло отражение даже в книгах: так, в 3-й книге эпопеи С.Кинга «Тёмная башня» в городе Лад транслируется ударная партия из песни Velcro Fly, провоцирующая взрыв безумия.

## Регалии группы
- По версии VH1, группа занимает 44 место в списке «100 Greatest Artists of Hard Rock»[71]
- 1984: Видеоклип Legs получил MTV Video Music Awards «Лучшее видео группы 1984 года»[72]
- 1984: Видеоклип Sharp Dressed Man номинирован на MTV Video Music Awards «Лучшее видео группы 1984 года»[72]
- 1984: Видеоклип Sharp Dressed Man получил MTV Video Music Awards «За лучшую режиссуру видеоклипа 1984 года»[72]
- 1984: Видеоклип Gimme All Your Lovin номинирован на MTV Video Music Awards «За лучшую режиссуру видеоклипа 1984 года»[72]
- 1990: Видеоклип Doubleback номинирован на MTV Video Music Awards «Лучшее видео саундтрека»[72]
- 2004: Группа введена в Зал славы рок-н-ролла[11]
- 2006: Группа введена в Зал славы Хьюстона[73]
- 2006: International Entertainment Buyer’s Association’s Lifetime Achievement Award[73]
- 2007: Группа введена в Зал славы Юго-Восточного Техаса[73]
- 2007: Группа получила награду VH1 Rock Honors
- 2012: Living Legend Award журнала Classic Rock[7]

## Состав
- Билли Гиббонс — вокал, соло-гитара, ритм-гитара (с 1969)
- Фрэнк Бирд — ударные (с 1970)
- Элвуд Фрэнсис — бас-гитара (с 2021)[74]

Бывшие участники
- Ланье Грейг — бас-гитара, орган Хаммонда (1969; умер в 2013)[75]
- Дэн Митчелл — ударные (1969)
- Билли Этеридж — бас-гитара (1969—1970)
- Дасти Хилл — бас-гитара, бэк-вокал и вокал, клавишные (1970—2021; умер в 2021 году)

Временная шкала

## Дискография

### Студийные альбомы
| Альбом               | Дата выхода      | Фирма звукозаписи    | Место в чартах Биллборда |
| -------------------- | ---------------- | -------------------- | ------------------------ |
| ZZ Top's First Album | 16 января 1971   | London Records       | -                        |
| Rio Grande Mud       | 4 апреля 1972    | London Records       | 104                      |
| Tres Hombres         | 26 июля 1973     | London Records       | 8                        |
| Fandango!            | 18 апреля 1975   | London Records       | 10                       |
| Tejas                | 9 февраля 1977   | London Records       | 17                       |
| Degüello             | 27 августа 1979  | Warner Bros. Records | 24                       |
| El Loco              | 30 ноября 1981   | Warner Bros. Records | 17                       |
| Eliminator           | 23 марта 1983    | Warner Bros. Records | 9                        |
| Afterburner          | 28 октября 1985  | Warner Bros. Records | 4                        |
| Recycler             | 23 марта 1990    | Warner Bros. Records | 6                        |
| Antenna              | 18 января 1994   | RCA                  | 14                       |
| Rhythmeen            | 17 сентября 1996 | RCA                  | 29                       |
| XXX                  | 28 сентября 1999 | RCA                  | 100                      |
| Mescalero            | 15 апреля 2003   | RCA                  | 57                       |
| La Futura            | 10 сентября 2012 | American Recordings  | 6                        |

### Мини-альбомы
| Альбом   | Дата выхода | Фирма звукозаписи      | Место в чартах США |
| -------- | ----------- | ---------------------- | ------------------ |
| Texicali | 5 июня 2012 | Actually Making Record | -                  |

### Сборники
| Альбом                                   | Дата выхода       | Фирма звукозаписи    | Место в чартах США |
| ---------------------------------------- | ----------------- | -------------------- | ------------------ |
| The Best of ZZ Top                       | 21 марта (1977)   | London Records       | 94                 |
| Six Pack                                 | 1 января (1987)   | Warner Bros. Records |                    |
| Greatest Hits                            | 21 марта (1992)   | Warner Bros. Records | 9                  |
| One Foot in the Blues                    | 21 марта (1994)   | Warner Bros. Records | 10                 |
| Chrome, Smoke & BBQ                      | 21 марта (2003)   | Warner Bros. Records |                    |
| Rancho Texicano: The Very Best of ZZ Top | 8 июня (2004)     | Rhino                |                    |
| The Very Baddest                         | 6 июня (2014)     | Rhino                |                    |
| Goin' 50                                 | 16 августа (2019) | Rhino                |                    |
| Raw                                      | 22 июля (2022)    | BMG                  |                    |

### Концертные альбомы
| Альбом               | Дата выхода       | Фирма звукозаписи       | Место в чартах Биллборда |
| -------------------- | ----------------- | ----------------------- | ------------------------ |
| Live from Texas      | 28 октября (2008) | Eagle Rock Entertaiment | 32                       |
| Live in Germany 1980 | (2010)            | Eagle Rock Entertaiment |                          |

## Видеоклипы
| Название                 | Год выпуска | Для альбома   | Режиссёр         | Фирма звукозаписи    |
| ------------------------ | ----------- | ------------- | ---------------- | -------------------- |
| Sharp Dressed Man        | 1983        | Eliminator    | Тим Ньюман       | Warner Bros. Records |
| Gimme All Your Lovin'    | 1983        | Eliminator    | Тим Ньюман       | Warner Bros. Records |
| TV Dinners               | 1983        | Eliminator    | Тим Ньюман       | Warner Bros. Records |
| Legs                     | 1984        | Eliminator    | Тим Ньюман       | Warner Bros. Records |
| Stages                   | 1985        | Afterburner   | Джерри Крамер    | Warner Bros. Records |
| Sleeping Bag             | 1985        | Afterburner   | Стив Бэррон      | Warner Bros. Records |
| Rough Boy                | 1986        | Afterburner   | Стив Бэррон      | Warner Bros. Records |
| Velcro Fly               | 1986        | Afterburner   | Дэниэль Клейнман | Warner Bros. Records |
| My Head’s in Mississippi | 1990        | Recycler      |                  | Warner Bros. Records |
| Give It Up               | 1990        | Recycler      | Стив Бэррон      | Warner Bros. Records |
| Burger Man               | 1990        | Recycler      |                  | Warner Bros. Records |
| Doubleback               | 1990        | Greatest Hits |                  | Warner Bros. Records |
| Viva Las Vegas           | 14.4.1992   | Greatest Hits |                  | Warner Bros. Records |
| Pincushion               | 1994        | Antenna       | Джульен Темпл    | RCA Records          |
| Antenna Head             | 1994        | Antenna       | Дуг Эйткен       | RCA Records          |
| World of Swirl           | 18.1.1994   | Antenna       | Зак Снайдер      | RCA Records          |
| Breakaway                | 1994        | Antenna       | Марти Кальнер    | RCA Records          |
| She’s Just Killing Me    | 1996        | Rhythmeen     | Роберт Родригеc  | RCA Records          |
| I Gotsta Get Paid        | 12.10.2012  | La Futura     | Тед Роббинс      |                      |

## Комментарии
1. ↑  Так звучит на южном американском диалекте «that little old band from Texas». Наиболее подходящим переводом, по-видимому, будет что-то типа «Та самая, маленькая старая добрая группа из Техаса». Это название ввёл в широкий оборот Билл Хэм, услышав, как однажды так назвал группу радиоведущий, и это название в том или ином виде широко используется в прессе